# Schasiura gymnelioides
Schasiura gymnelioides är en fjärilsart som beskrevs av Hans Zerny 1912. Schasiura gymnelioides ingår i släktet Schasiura och familjen björnspinnare. Inga underarter finns listade.